# Louis de Tolozan
Louis de Tolozan ou De Tolzan, né le 1er janvier 1755 à Lyon et mort le 25 mars 1805 à Paris, est un général de brigade de la Révolution française.

## États de service
Il entre en service en 1772, dans la cavalerie.
Il devient lieutenant-colonel le 6 novembre 1791, au 1er régiment de dragons, et le 13 septembre 1792, il reçoit le commandement de ce régiment avec le grade de colonel.
Il est promu général de brigade le 8 mars 1793, et il commande l’avant-garde de l’armée de la Moselle à la Bataille d'Arlon le 9 juin 1793. Le 30 juillet 1793, il est blessé lors d’une reconnaissance à Zweibrücken, et le 24 septembre suivant, il est démis de ses fonctions en raison de ses origines aristocratiques.
Il est admis à la retraite le 16 novembre 1794.
Il meurt à Paris en 1805.

## Sources
- Catalogue de livres de feu M. le général Tolozan; dont la vente se fera le Lundi... (20 Brumaire, an 14), à cinq heures précises de relevée, en l'une des Salles, rue des Bons-Enfants, no 30  1805. Numérisé.